# Ancistrus cryptophthalmus
Espèce
Statut de conservation UICN

 EN  : En danger
Ancistrus cryptophthalmus est une espèce poissons d'eau douce cavernicole de la famille des Loricariidae (poissons-chats).

## Répartition
Ce poisson est endémique de l'État du Goiás au Brésil. Il se rencontre dans deux systèmes karstiques qui se jettent le rio Paranã. Son aire de répartition totale est estimée à 16 km2 sur deux à quatre localités.

## Description
Ancistrus cryptophthalmus peut mesurer jusqu'à 60 mm, queue non comprise. C'est une espèce exclusivement cavernicole.

## Aquariophilie
Comme Ancistrus caucanus et Ancistrus claro, ce poisson convient pour les bacs de faible contenance.

## Systématique
Le nom valide complet (avec auteur) de ce taxon est Ancistrus cryptophthalmus Reis (d), 1987.

### Étymologie
Son épithète spécifique, dérivée du grec ancien κρυπτός, kryptόs, « caché », et ὀφθαλμός, ophthalmós, « œil », fait référence à ses yeux, non fonctionnels et cachés, qui sont recouverts par de la peau et une ossification dermique.

### Publication originale
- (en) R. E. Reis, « Ancistrus cryptophthalmus sp. n., a blind mailed catfish from the Tocantins River basin, Brazil (Pisces, Siluriformes, Loricariidae) », Revue française d'aquariologie et d'herpétologie, Nancy, vol. 14, no 3,‎ 1987, p. 81-84 (ISSN 0399-1075).